# Алексий (Кузнецов)
Архиепископ Алексий (в миру Николай Николаевич Кузнецов; 31 августа [12 сентября] 1875, Царское Село, Санкт-Петербургская губерния — 18 ноября 1938, Ижевск) — епископ Русской православной церкви, архиепископ Сарапульский.

## Биография
Родился 31 августа 1875 года в семье священника Санкт-Петербургской епархии, впоследствии митрофорного протоиерея, выходца из крестьян.
Учился в Александровском лицее до 1891 года, затем (1891—1898) в Александро-Невском духовном училище. В 1898 года окончил Санкт-Петербургскую духовную семинарию. В 1902 году окончил Петербургскую духовную академию со степенью кандидата богословия за сочинение «Нравственный смысл юродства и столпничества», которое переработал впоследствии в магистерскую диссертацию.
20 июля 1902 года определён помощником инспектора Иркутской духовной семинарии.
16 августа 1903 года назначен учителем Устюжского духовного училища.
17 марта 1904 года пострижен в монашество с наречением имени Алексий ректором Новгородской духовной семинарии архимандритом Сергием (Титовым), 20 марта — рукоположён в сан иеродиакона, а 21 марта — в сан иеромонаха.
23 сентября 1904 года назначен преподавателем Новгородской духовной семинарии.
30 июля 1906 года назначен преподавателем Ярославской духовной семинарии.
Увлекался социал-демократическими идеями, стал писать статьи в партийную газету, выступал с революционными речами перед семинаристами. По жалобе Ярославского отделения Союза русского народа к местному губернатору, а последнего, в свою очередь, в Синод иеромонах Алексий был в мае — июне 1907 года переведён в Вологодский Духо-Сошественский мужской монастырь. В секретном отношении председателя Совета министров Петра Столыпина обер-прокурору Синода Петру Извольскому о переводе из Ярославля иеромонаха Алексия (Кузнецова) говорилось о нём как об «оказавшем крайне вредное влияние в политическом отношении». Некоторое время был без определённых занятий.
16 января 1908 года назначен членом Урмийской духовной миссии в Персии. Занимался воспитанием сиро-халдейского населения. В февраль 1909 года отозван в Россию.
24 февраля 1909 года становится насельником Яблочинского монастыря Холмской епархии, занимался преподавательской и миссионерской деятельностью.
15 октября 1909 года назначен преподавателем Томской духовной семинарии. 28 марта 1911 года награждён наперсным крестом, от Святейшего синода выдаваемым. Занимался миссионерством и там.
28 июля 1911 года назначен смотрителем Лысковского духовного училища.
В 1912 году назначен благочинным уездных монастырей Московской епархии.
30 мая 1913 года назначен на должность настоятеля Коломенского Богоявленского Старо-Голутвина монастыря Московской епархии, в связи с чем 30 июня того же года митрополит Московский Макарий возвёл его в сан архимандрита.
В 1913 году в Санкт-Петербурге опубликовал книгу «Юродство и столпничество».
С октября 1914 по январь 1915 года архимандрит Алексий был смотрителем Коломенского духовного училища.
В феврале 1915 года был избран членом Православного миссионерского общества.
12 марта 1916 году назначен инспектором Вифанской духовной семинарии.
26 сентября 1916 года вновь назначен настоятелем Коломенского Старо-Голутвина мужского монастыря. Прослужил в этой должности до декабря 1916 года.
С конца октября служил также благочинным уездных монастырей 1-го округа Московской епархии и заведующим страхованием строений всех уездных монастырей Московской епархии.
25 декабря 1916 году Высочайшим повелением назначен епископом Дмитровским, пятым викарием Московской епархии. 26 декабря того же года в храме Христа Спасителя состоялась его епископская хиротония, которую возглавил митрополит Московский Макарий в сослужении шести архиереев.
В январе 1917 года епископ Алексий был назначен настоятелем Московского Богоявленского первоклассного монастыря и председателем Московского миссионерского совета и Братства Святого Воскресения.
После февральской революции Синод по требованию Временного правительства уволил на покой четверых архиереев, в том числе митрополита Московского Макария. Епископ Алексий, как его ставленник, 25 марта 1917 года, несмотря на свой прошлый либерализм, был переведён из столицы в провинцию, став епископом Сарапульским, вторым викарием Вятской епархии.
29 марта 1917 года он безуспешно просил Синод возвратить его в Москву на кафедру епископа Верейского, которая в то время была свободна. Впоследствии епископ Алексий полюбил свою новую епархию и никуда более не желал уезжать.
9 августа 1918 года назначен епископом Слободским, викарием Вятской епархии.
Указом патриарха Тихона, Священного синода и Высшего церковного совета от 25 августа/7 сентября 1918 года Сарапульская кафедра стала самостоятельной, а епископ Алексий стал правящим епископом с титулом «Сарапульский и Елабужский».
В сентябре 1919 года арестован в Сарапуле без предъявления обвинения. Через восемь дней его освободили.
По представлению епископа Алексия в 1921 года в Сарапульской епархии были открыты две викарные кафедры: Ижевская, на которую 9 октября 1921 года хиротонисан архимандрит Стефан (Бех), и Елабужская, на которую 12 февраля 1922 года рукоположен архимандрит Георгий (Анисимов)
В августе 1922 году епископ Алексий перешёл в обновленчество, признав ВЦУ. Вступил в организацию «Живая церковь» и разослал по епархии устав и программу «живоцерковников» за своей подписью как руководство к действию для всего духовенства и мирян. Это дало ему возможность сохранить епархию под своим управлением и зарегистрировать органы церковного управления.
По сообщению обновленческой печати, в 1922 года епископ Сарапульский «был большим сторонником церковного обновления и энергично старался распространить его по всей епархии. Программа группы „Живая Церковь“ принята была при нём почти всею Сарапульскою епархиею…».
В 1923 году он провёл с разрешения гражданской власти Сарапульский епархиальный съезд духовенства и мирян, который избрал Епархиальный совет, что было невозможно для православных архиереев.
Вскоре после освобождения патриарха Тихона из-под ареста епископ Алексий направил в Москву своего доверенного клирика — протоиерея Николая Люперсольского, который убеждал патриарха в православности епископа Алексия и необходимости в сложившихся ранее условиях идти на компромиссы с обновленцами. Патриарх Тихон принял епископа Сарапульского в общение и через протоиерея Николая Люперсольского установил с ним «деловые сношения». После этого, докладывал патриарху преосвященный Алексий, «пресловутое обновление» в Сарапульской епархии было ликвидировано, а всё духовенство и миряне «единодушно встали под руководство и покровительство» законного главы Русской православной церкви. При этом сарапульский архиерей категорически отвергал все обвинения в переходе в раскол. В рапорте патриарху Тихону в сентябре 1923 года он объяснял свои действия тактикой компромиссов «исключительно только в целях сохранения в своем управлении епархии, предотвращения раздора и разногласий в ней», необходимостью избежать полного расстройства в церковных делах и дезорганизации среди духовенства, что произошло, по его мнению, в соседних Казанской, Екатеринбургской и Уфимской епархиях (где получило распространение автокефальное движение).
В 1927 года возведён в сан архиепископа.
В декабре 1928 года был арестован. Через полтора месяца освобождён за недоказанностью обвинения.
С 20 февраля по ноябрь 1931 года и с декабря 1931 года по февраль 1932 года временно управлял Свердловской епархией.
8 февраля 1932 года арестован. 7 сентября 1932 года постановлением Коллегии ОГПУ приговорён к трём годам ИТЛ. 28 мая 1933 года амнистирован.
С 22 ноября 1933 года — архиепископ Пензенский.
С 27 марта 1934 года — архиепископ Тобольский.
С 14 мая 1934 года — архиепископ Сарапульский, но в управление не вступил.
С 22 октября 1935 года архиепископ Сарапульский и временно управляющий Свердловской епархией.
В августе 1937 года ему было поручено временное управление Кировской епархией.
15 ноября 1938 года постановлением Тройки УНКВД по Удмуртской АССР приговорён к расстрелу. Расстрелян 15 ноября 1938 года в городе Ижевске. Место захоронения неизвестно.
Реабилитирован в 1989 году.